# Корушу
Корушу (рум. Corușu) — село у повіті Клуж в Румунії. Входить до складу комуни Бачу.
Село розташоване на відстані 335 км на північний захід від Бухареста, 10 км на північний захід від Клуж-Напоки.

## Населення
За даними перепису населення 2002 року у селі проживали 563 особи.
Національний склад населення села:
| Національність | Кількість осіб | Відсоток |
| -------------- | -------------- | -------- |
| румуни         | 550            | 97,7%    |
| угорці         | 12             | 2,1%     |

Рідною мовою назвали:
| Мова      | Кількість осіб | Відсоток |
| --------- | -------------- | -------- |
| румунська | 551            | 97,9%    |
| угорська  | 12             | 2,1%     |